# Brackenridgia heroldi
Brackenridgia heroldi är en kräftdjursart som först beskrevs av Arcangeli 1932.  Brackenridgia heroldi ingår i släktet Brackenridgia och familjen Trichoniscidae. Inga underarter finns listade i Catalogue of Life.